# Poltergeist (planeta)
Poltergeist (también denominado PSR B1257+12 c) es un exoplaneta (o planeta extrasolar) del tipo Super-Tierra que orbita el púlsar Lich (PSR B1257+12) aproximadamente a 2315 años luz de distancia desde la Tierra en la constelación de Virgo. El planeta púlsar es más de cuatro veces más masivo que la Tierra. Debido a que el planeta c y el planeta d tienen masas muy similares (así como órbitas cercanas), causa  perturbaciones medibles en las órbitas de los otros. Como era de esperar, las perturbaciones detectadas confirmaron que los planetas eran reales. Las masas exactas de los dos planetas, así como su inclinación, se midieron mediante el cálculo de la cantidad de interferencias de los planetas entre sí.

## Nombre

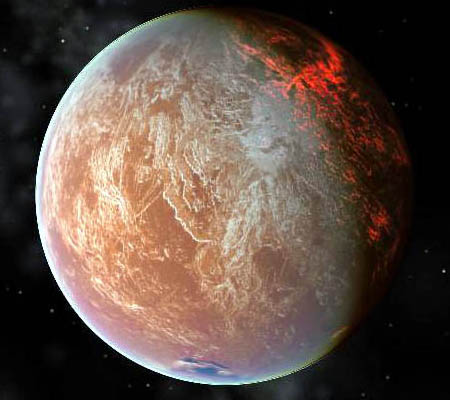
Ilustración artística del planeta Poltergeist.

Los planetas de Lich eran designados de la A a la D (ordenados por el aumento de la distancia). La razón de que estos planetas no son nombrados igual que otros planetas extrasolares es principalmente debido a la fecha de descubrimiento. Siendo los primeros planetas extrasolares descubiertos y en ser descubiertos en torno a un púlsar, a los planetas se dieron las letras mayúsculas "B" y "C" (al igual que otros planetas). Cuando un tercer planeta fue descubierto alrededor del sistema (en una órbita más cerca que los otros dos), el nombre de "A" se empezó a utilizar comúnmente. El nombre del planeta extrasolar 51 Pegasi b (el primer planeta encontrado alrededor de una estrella como el Sol), fue la idea utilizada para nombrar a los planetas. Aunque no se cambió oficialmente el nombre de estos planetas pulsares, algunos científicos los nombran por sus nombres equivalentes al resto de planetas. Poltergeist estaba catalogado como "PSR 1257 +12 c" en La Enciclopedia de los Planetas Extrasolares.
En julio de 2014, la Unión Astronómica Internacional lanzó NameExoWorlds, un proceso para dar nombres propios a ciertos exoplanetas y sus estrellas anfitrionas. El proceso involucró la nominación pública y la votación de los nuevos nombres. En diciembre de 2015, la IAU anunció que el nombre ganador era Poltergeist para este planeta. El nombre ganador fue presentado por el Planetarium Südtirol-Alto Adige en Cardano, Italia. Poltergeist es un nombre para seres sobrenaturales que crean perturbaciones físicas, del alemán para "fantasma ruidoso".

## Descubrimiento

Virgo, constelación donde se encontró Poltergeit, constelación eclíptica (zodíaco), al norte del ecuador, poco visible salvo por Alfa ('Spica'). Muchas estrellas; M104 y 49, 60, 84, 86, 87 objetos Messier. (NGC)4697 tamaño similar pero muy cerca de la trayectoria del Sol.

El 22 de enero de 1992, Aleksander Wolszczan y su colega David Frail publicaron un artículo en el que confirmaban por primera vez la existencia de un planeta fuera del Sistema Solar: PSR B1257+12 B, posteriormente bautizado como Poltergeist.  A febrero del 2024 se han descubierto más de 5000 exoplanetas.

## Desplazamiento y masa

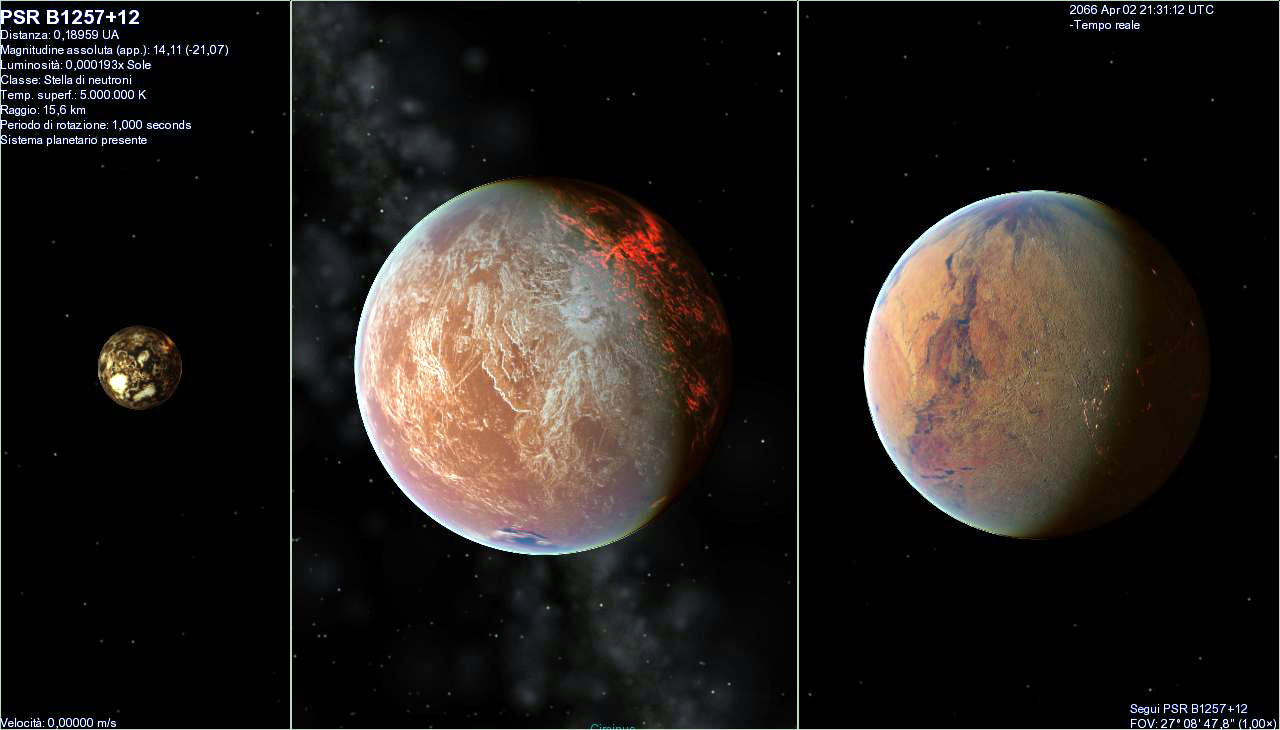
Impresión artística de los planetas del púlsar PSR B1257+12, ordenados por tamaño y separación orbital.

El planeta orbita el púlsar a una distancia de aproximadamente 0,36 AU con una excentricidad del 1,86 por ciento y tiene una masa de aproximadamente 4,132 masas terrestres o 0,01353 masas de Júpiter. Su radio se estima en 9.400 kilómetros.

## Tipos de exoplanetas
Cada tipo de planeta varía en su aspecto interior y exterior en función de su composición.
Gigantes gaseosos
Los gigantes gaseosos son planetas del tamaño de Saturno o Júpiter, el mayor planeta del sistema solar, o mucho, mucho mayores.
Dentro de esta grand categoría existe gran variedad. Los júpiteres calientes, por ejemplo, fueron uno de los primeros tipos de planetas descubiertos: gigantes gaseosos que orbitan tan cerca de sus estrellas que sus temperaturas alcanzan los miles de grados Celsius.
Neptunianos
Los planetas neptunianos tienen un tamaño similar al de Neptuno o Urano del sistema solar. Es probable que tengan una mezcla de composiciones interiores, pero todos tendrán atmósferas exteriores dominadas por el hidrógeno y el helio y núcleos rocosos. Se han descubierto así mismo mini-Neptunos, planetas más pequeños que Neptuno y más grandes que la Tierra. No existen planetas de este tamaño o tipo en el sistema solar.
Super Tierras
Las super-Tierras son planetas típicamente terrestres que pueden o no tener atmósfera. Son más masivos que la Tierra, pero más ligeros que Neptuno.
Los planetas terrestres son del tamaño de la Tierra y más pequeños, compuestos de roca, silicato, agua o carbono. Las investigaciones posteriores determinarán si algunos de ellos poseen atmósferas, océanos u otros signos de habitabilidad.